# Городская Евангелическая церковь (Динслакен)
Городская Евангелическая церковь (нем. Evangelische Stadtkirche) — церковь в городе Динслакен (федеральная земля Северный Рейн-Вестфалия). Церковь расположена на пересечении улиц Дуйсбургерштрассе и Брюкштрассе. Церковь относится к объединению евангелической церкви Германии.

## История

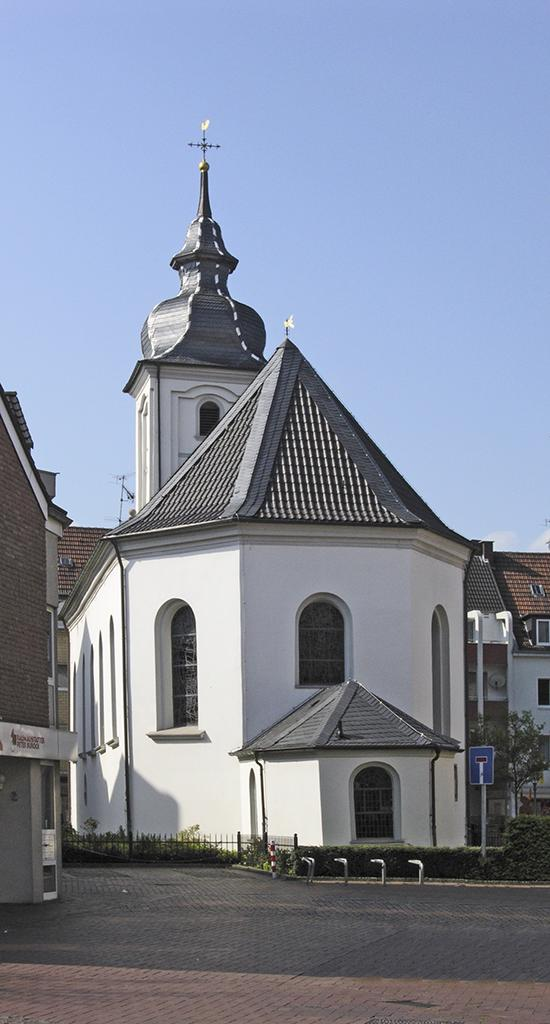
Вид на церковь с юго-восточной стороны

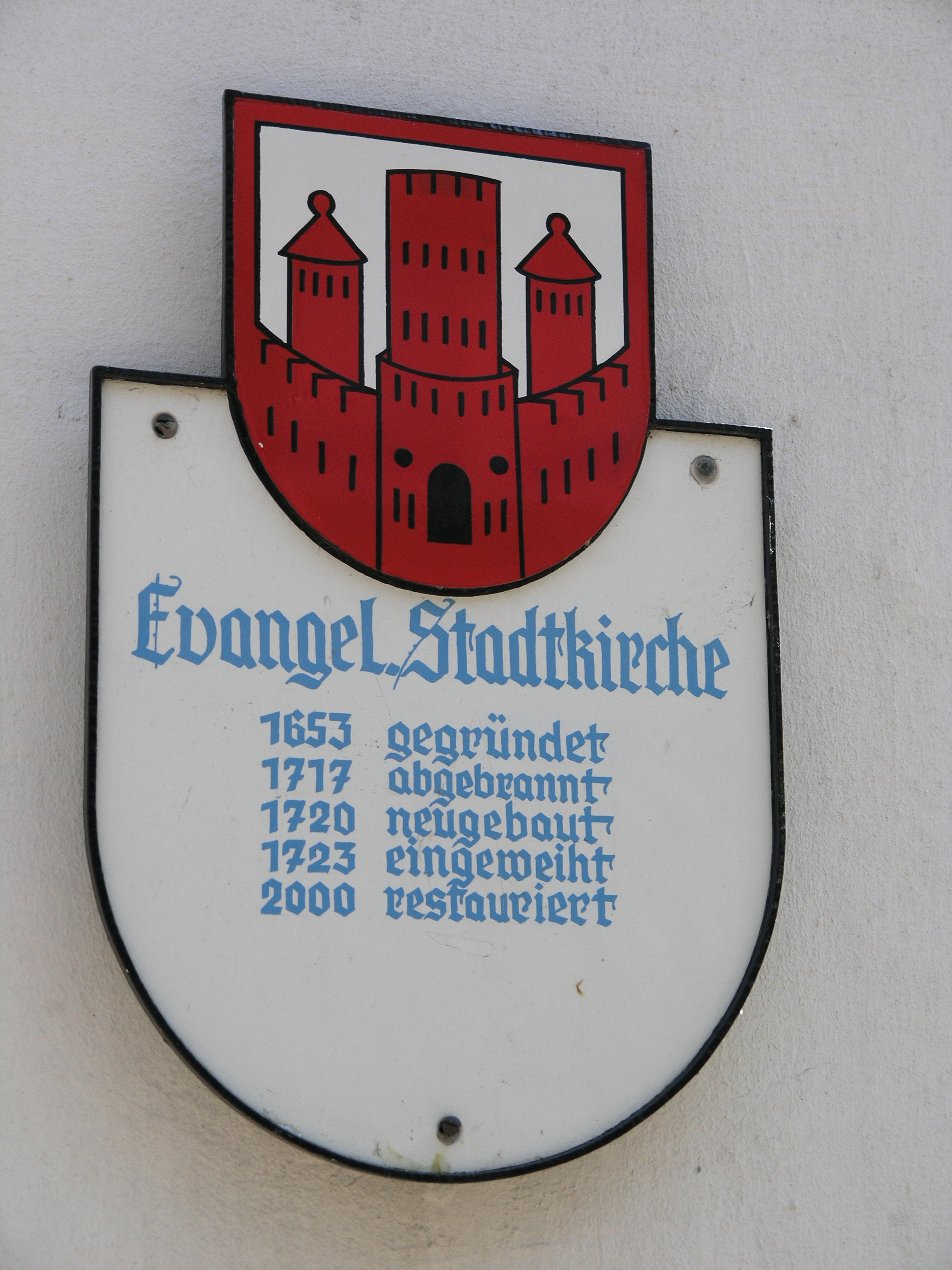
Табличка с указанием главных событий в истории церкви

В 1648 году реформатская община Динслакена добилась права на строительство собственной церкви. Строительство этой церкви было закончено в 1653 году. Однако простояла эта церковь недолго и уже в 1717 году церковное здание обрушилось, разрушив 10 стоящих рядом домов, что привело к пожару и большому количеству жертв.
Новая церковь была построена в 1720—1723 годах по проекту странствующего архитектора Бартоломео Салла в барочном стиле. В 1904 году в церкви была открыта ризница. В 2000—2001 годах здание церкви подверглось масштабным ремонтным работам.